# Штерба-Бём, Ян Станислав
Ян Станислав Штерба-Бём (чеш. Jan Stanislav Štěrba-Böhm), урождённый Ян Станислав Штерба (чеш. Jan Stanislav Štěrba; 2 ноября 1874, Сеземице — 1 января 1938, Прага) — чешский химик, фармацевт и академик. Известен преимущественно систематическими исследованиями редкоземельных металлов и их соединений, часть которых провела его супруга, словенская женщина-химик Ана Штерба-Бём, первая женщина-доктор наук в истории словенской науки.

## Биография и деятельность
Родился в городе Серемице (нынешний Пардубицкий край) в буржуазной семье. Отец — Леопольд Штерба (чеш. Leopold Štěrba), военнослужащий австро-венгерской армии Мать Францишка Мария (чеш. Frančiška Marija Štěrbova, урождённая Ремешова) — дочь учительницы. Она умерла, когда Яну Станиславу было всего два года, и отец женился на женщине по имени Ана Бём из Пардубице; он умер, когда сыну было пять лет. Мачеха усыновила ребёнка, добавив к его фамилии собственную, и Ян Станислав стал носить фамилию Штерба-Бём.
По окончании низшей гимназии в 1889 году он начал работать учеником в аптеке, а затем поступил в пражский Университет Карла Фердинанда на фармацевтический факультет, где в 1894 году получил степень магистра. С учётом обучения в институте он прошёл сокращённую срочную службу в военной больнице в Дубровнике. Несколько последующих лет проработал в аптеках Австрии и за границей (Италия, Серия), путешествовал по Ближнему Востоку. Одновременно он сдал экзамены в высшей гимназии и поступил на заочное отделение философского факультета в Праге, где изучал химию.
На рубеже веков Штерба-Бём оказался в Париже, где зимой 1900 года он провёл один семестр в Сорбонне и обратил на себя внимание таких лауреатов Нобелевской премии, как Антуан Анри Беккерель и Анри Муассан. Он провёл ряд исследований в лаборатории с Муассаном и Марией Кюри, которые легли в основу его докторской диссертации, представленной летом 1903 года в Праге. Осенью того же года ему было присвоено звание доктора философии на философском факультете Карлова университета.
В дальнейшем он работал у ещё одного нобелевского лауреата Вильгельма Оствальда и его ассистента Роберта Лютера в Лейпцигском университете, а затем вернулся в Прагу, где помогал профессору Богуславу Браунеру в его исследованиях редкоземельных элементов. В 1908 году он стал доцентом и начал преподавать историю химии, но сохранил интерес к физической химии и продолжил исследования в этой сфере и после ухода Браунера на пенсию. В 1913 году он стал по совместительству профессором фармакологии и неорганической химии университета в Праге; на постоянной основе он стал профессором только после окончания Первой мировой войны. Во время войны в его лаборатории трудился будущий лауреат Нобелевской премии Ярослав Гейровский, занимавшийся исследованиями в области электрохимии.
Внеся вклад в развитие чехословацкой фармакопеи, Штерба-Бём занимался исследованиями малоизвестных соединений церия, скандия и германия, а также регулярно публиковал свои результаты в чешских и французских научных журналах. Он исследовал лекарственные вещества (в том числе соединения висмута), производные салициловой кислоты и растительные экстракты, а также писал биографические статьи. В 1928 и 1929 годах он исполнял обязанности декана факультета естественных наук.

## Личная жизнь
Будучи преподавателем истории химии на философском факультете Карлова университета, он познакомился со словенской студенткой Аной Йенко — первой словенской женщиной-обладательницей степени доктора наук по естественным наукам. В конце 1912 года они поженились в Любляне, а два года спустя у них родился сын Ян Пётр. После получения докторской степени Ана не сосредоточилась на собственной научной карьере, а стала помогать мужу в его исследованиях, в которых она значилась как помощница, но не как полноценный соавтор. Сын пошёл по стопам родителей и в 1937 году получил докторскую степень, также занявшись исследованием редкоземельных элементов.
В 1936 году умерла Ана, боровшаяся с раком. В 1938 году умер Ян Станислав, а в 1942 году не стало их сына Яна Петра

## Признание
Ян Станислав Штерба-Бём был избран членом нескольких академических и профессиональных учреждений, в том числе Королевского чешского общества учёных (предшественник Академии наук Чешской Республики) и Международного союза фармацевтов. Включён в число почётных иностранных членов научных ассоциаций Франции, Польши, Югославии и Болгарии.